# Калифорнийский маяк
Калифорнийский маяк (нидерл. California vuurtoren) — каменный маяк, расположенный на холме Худишибане в северо-западной части Арубы, примерно на 1 км южнее самой северной точки острова. Имеется фонарь и обустроенное место для прогулок, каменная основа имеет восьмиугольную форму. Не покрашен. Высота маяка составляет 30 м, диаметр световой камеры — 7,6 метра.
Назван в честь затонувшего в окрестностях корабля «Калифорния», который направлялся из Ливерпуля в Центральную Америку с пассажирами. Крушение случилось ночью 23 сентября 1891 года, когда большая часть пассажиров была на палубе в разгар вечеринки. Жители острова узнали о катастрофе до рассвета. Экипаж «Калифорнии» во время крушения выбросил большую часть товаров за борт, и местные жители подбирали их и продавали на рынке в Ораньестаде.
Первым смотрителем маяка был молодой парень с Кюрасао Джейкоб Джейкобс, последним — Федерико Фингал с Арубы. Вблизи маяка расположен ресторан «La Trattoria el Faro Blanco» (ресторан у белого маяка), здание которого раньше использовалось в качестве дома для смотрителей маяка.
В начале 2000-х годов было заметно, что маяк находится в плохом состоянии, поэтому в 2004 году был произведён его ремонт. Здание маяка было открыто для публики до случившегося суицида.